# Lindenstraße 1, 2 (Quedlinburg)

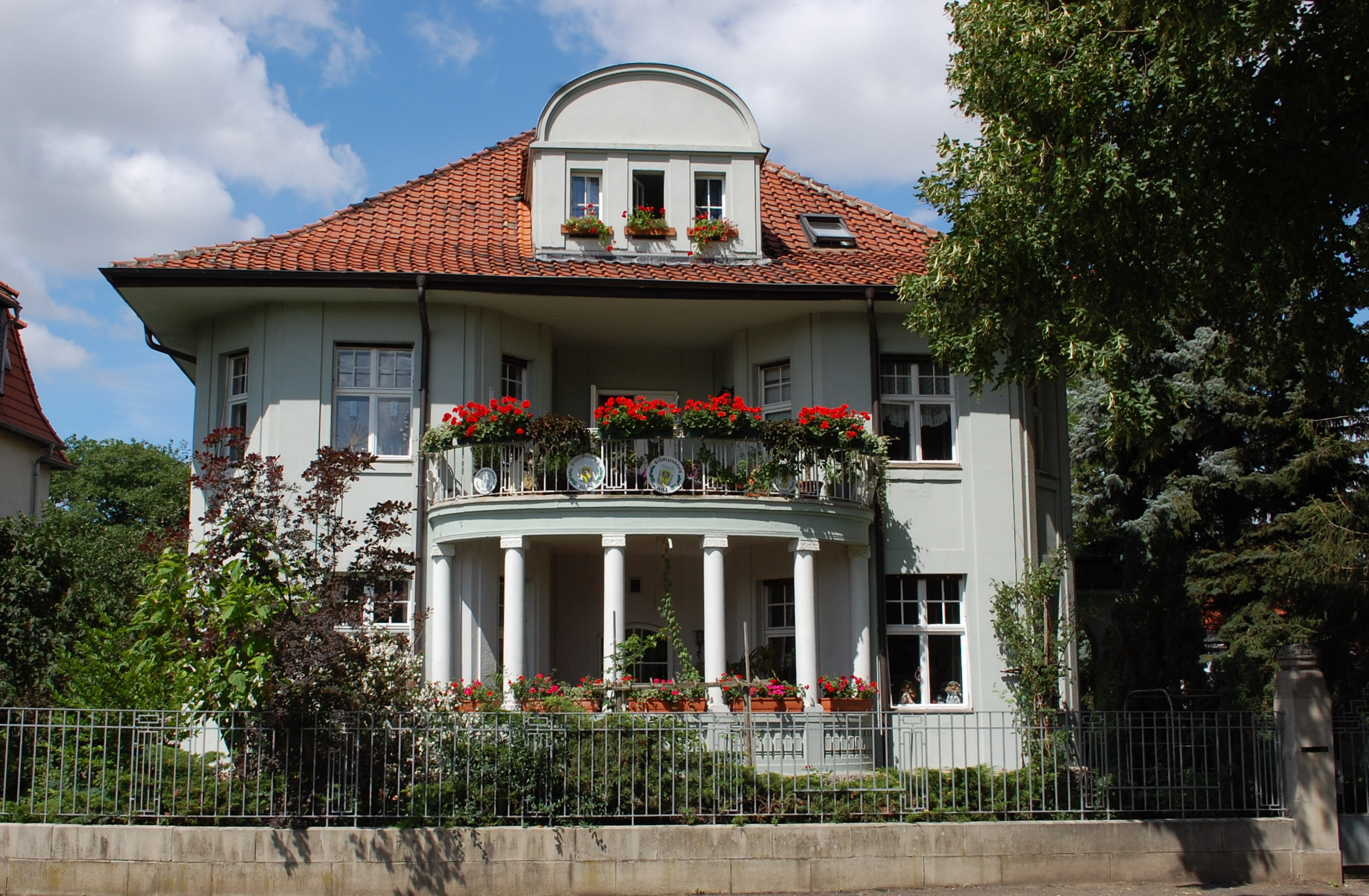
Haus Lindenstraße 1, 2

Das Haus Lindenstraße 1, 2 ist ein denkmalgeschütztes Gebäude in Quedlinburg in Sachsen-Anhalt.

## Lage
Die im Quedlinburger Denkmalverzeichnis eingetragene Villa befindet sich nördlich der historischen Quedlinburger Innenstadt, gegenüber der Einmündung der Weyhestraße auf die Lindenstraße. 

## Architektur und Geschichte
Die zweigeschossige, verputzte Villa entstand in der Zeit zwischen 1925 und 1930. Markant für das Erscheinungsbild des Hauses ist der straßenseitig befindliche halbrunde Balkon, der von Säulen gestützt wird. Das Balkongitter ist im Stil des Art déco gehalten. Über diesem mittig angeordneten großen Balkon befindet sich eine mit drei Fenstern versehene Dachgaupe, die über einen eigenen Ziergiebel verfügt. An den Gebäudeseiten befinden sich gewölbt wirkende Seitenrisalite. Bedeckt ist das Haus mit einem Walmdach.